# Sunderland AFC
Sunderland AFC är en engelsk professionell fotbollsklubb i Sunderland i nordöstra England, grundad 1879. Klubbens hemmamatcher spelas på Stadium of Light och smeknamnet är The Black Cats eller ibland The Mackems. Klubben spelar säsongen 2025/26 i Premier League.
Sunderland har blivit engelska ligamästare sex gånger, senast 1935/36. Klubben har även vunnit FA-cupen två gånger, senast 1972/73.
Sunderlands stora rivaler är Newcastle United. Mötet brukar kallas för Tyne Wear-derbyt. Klubben har också en mindre rivalitet med Middlesbrough.

## Historia

### Tidiga år
Klubben bildades i oktober 1879 under namnet Sunderland & District Teachers AFC av skotten James Allan. Från början spelade klubben i blå tröjor. Några år senare skulle de klassiska röd-vit-randiga tröjorna komma. Inför säsongen 1890/91 gick Sunderland med i The Football League. De vann sin första ligatitel redan ett år senare. Sunderland försvarade titeln framgångsrikt året därpå med hjälp av centerforwarden Johnny Campbell, som toppade skytteligan. Klubben spelade i First Division i 68 år innan de för första gången blev nedflyttade 1958. En av grundorsakerna var klubbens finansiella problem.
1973 kom klubbens andra FA-cuptitel efter att ha segrat med 1–0 över Leeds United i cupfinalen. Segern gjorde att Sunderland kvalificerade sig för Cupvinnarcupen, klubbens enda internationella framträdande hittills.

### The Championship och Premier League

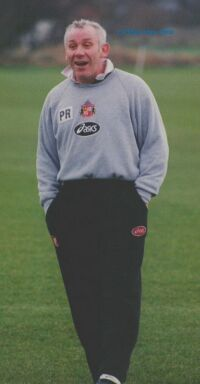
Peter Reid var tränare för Sunderland mellan åren 1995 och 2002.

Säsongen 1994/95 blev Peter Reid tränare för Sunderland. Klubben blev för första gången uppflyttade till Premier League 1996, men åkte ur direkt säsongen därefter. 1997 lämnade klubben hemmaarenan Roker Park för den nybyggda arenan Stadium of Light. 1999 gick de åter upp och nådde två raka sjundeplaceringar i tabellen. Kevin Phillips gjorde 30 mål och vann Guldskon. Sunderland åkte ur igen 2003, då de kom sist med endast 19 poäng. Säsongen 2005/06 gjorde de en kort visit i Premier League, men degraderingen var ett faktum. Detta efter ett eget bottenrekord genom att denna gång bara lyckas skrapa ihop 15 poäng. I juli 2006 köptes klubben av Niall Quinn. Roy Keane blev utsedd till tränare. Under Keane säkrade Sunderland uppflyttningsplatsen till Premier League efter att Derby County förlorat mot Crystal Palace med 2–0. Dessutom vann de The Championship och hade en matchsvit på 17 raka seriematcher i rad utan förlust.

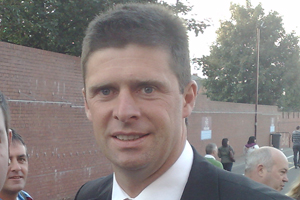
Niall Quinn i september 2008.

Efter en dålig start säsongen 2008/09 avgick Keane. I maj 2009 togs klubben över av den amerikanska affärsmannen Ellis Short och Steve Bruce blev tränare. Ett av Bruces första spelarköp, Darren Bent, kostade tio miljoner pund, då en rekordavgift. Ett år senare köptes Asamoah Gyan för cirka 13 miljoner pund. Sunderland startade säsongen 2010/11 starkt och slutade på tionde plats i Premier League. I januari 2011 lämnade Bent för Aston Villa. Summan som togs emot var 24 miljoner pund. I november 2011 fick Bruce sparken. Ersättaren blev Martin O'Neill. I februari 2012 beslutade sig Quinn för att lämna Sunderland. Han skulle inrikta sig mer på sina affärsintressen utanför fotbollen. O'Neill sparkades i mars 2013 och det meddelades att Paolo Di Canio var den nya tränaren. Under Di Canio undvek klubben nedflyttning med bara en match kvar av säsongen. Efter sex månader i klubben fick han sparken. Gus Poyet blev hans ersättare. Han ledde klubben till final i Ligacupen där de förlorade mot Manchester City med 1–3. I mars 2015 blev Poyet sparkad och Dick Advocaat tog över som tränare. Med Advocaat undvek Sunderland nedflyttning. Han avgick från sin position säsongen 2015/16 efter bara åtta matcher. Sam Allardyce blev utnämnd till ny tränare. Sunderland förblev i nedflyttningsstriden men Allardyce lyckades rädda klubben på grund av förbättrad form i den andra halvan av säsongen.
I juli 2016 lämnade Allardyce klubben för att träna Englands herrlandslag. David Moyes utsågs som hans ersättare. Under Moyes värvades mittfältaren Didier Ndong som kostade Sunderland rekordsumman 13,6 miljoner pund. Klubben gjorde den sämsta starten någonsin i Premier League och tog bara två poäng i öppningsmatcherna. Den 29 april 2017, med fyra matcher kvar av säsongen, stod det klart att Sunderland efter tio säsonger i Premier League inte skulle klara förnyat kontrakt. Klubben hade slutat sist och därmed flyttats ner till The Championship. Moyes avgick i maj 2017. Den 15 juni 2017 såldes målvakten Jordan Pickford för rekordsumman 25 miljoner pund, som väntades stiga till 30 miljoner pund.
Efter en dålig start av säsongen 2017/18 i The Championship sparkades tränaren Simon Grayson. I november 2017 tog Chris Coleman över tränarrollen i Sunderland men trots att resultaten stundtals blev bättre kunde han inte rädda kvar klubben och Inför säsongen 2018/19 återfanns klubben i League One efter en sistaplats i The Championship. Coleman fick lämna klubben och en ny ägare presenterades. Den 25 maj 2018 blev det klart att Jack Ross skulle träna Sunderland.

## Färger och klubbmärke

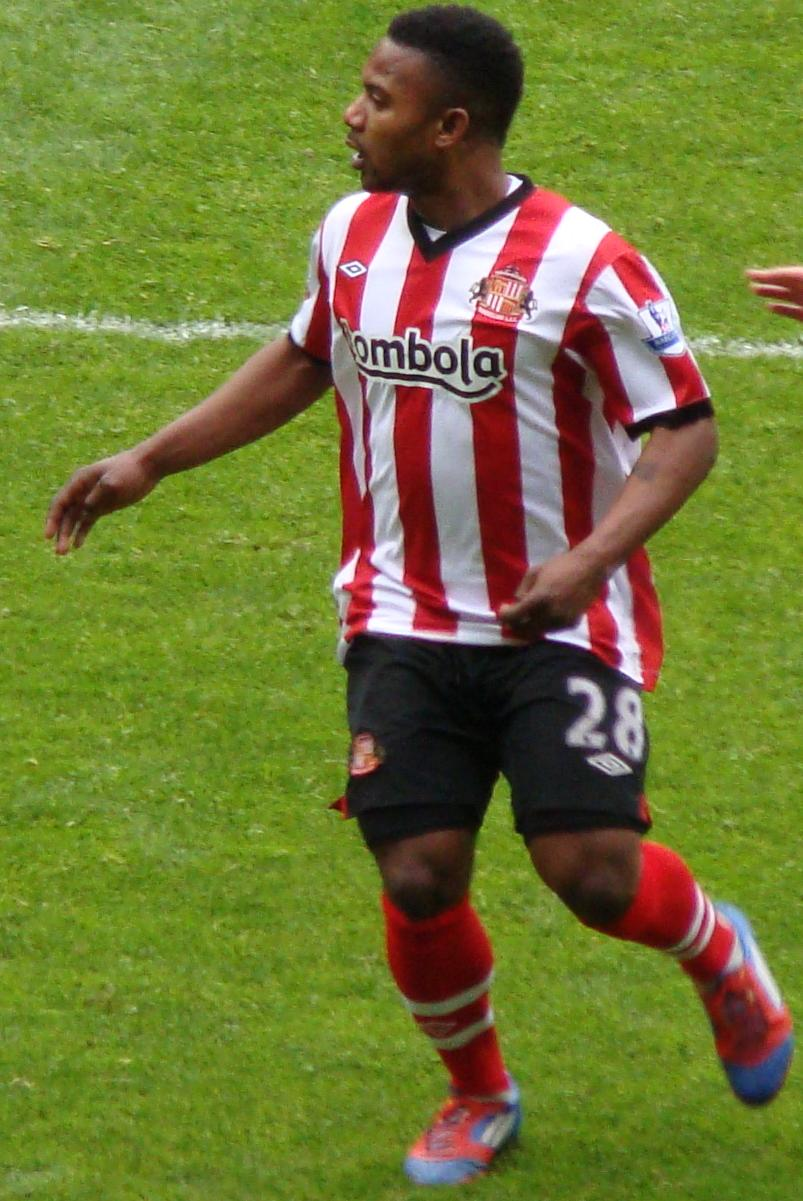
Stéphane Sessègnon i Sunderlands klassiska röd-vita matchställ.

Sunderlands traditionella klubbfärger är rött och vitt. Under de första åren spelade laget i helblå tröjor. Klubbmärket är uppdelat i fyra delar i en sköld som utgörs av Penshawmonumentet och Wearmouthsbron samt röd-vita ränder. Bredvid skölden finns det avbildningar av två lejon. Det är också en text på märket, Consectatio Excellentiae, som betyder "I strävan efter excellens". De tidigare klubbmärkena bestod mestadels av staden Sunderlands vapensköld tillsammans med en svart katt som togs bort senare.

## Supportrar och arenor
Enligt en Yougov-undersökning finns det en stark koppling mellan Sunderlands supporterskara och vänstern. På matcherna brukar supportrarna sjunga "The Red Flag". Klubbens tidigare ordförande Bob Murray beskrev Sunderland som en "Labour-klubb". Under Premier League-säsongen 2013/14 hade Sunderland det sjunde högsta publiksnittet av alla engelska klubbar, 41 089. Säsongen 2014/15 var publiksnittet 43 000.

### Arenor
Sunderland har haft olika arenor genom åren, den första var Blue House Field. Arenan var belägen i närheten av skolan Hendon Board School. 1882 spelades matcherna på Groves Field i Ashbrooke. Sunderlands tredje arena var Horatio Street i Roker, där spelade klubben en säsong. Därefter flyttades klubben till Abbs Field i Fulwell för två säsonger. 1886 kom klubben till arenan Newcastle Road som nådde 15 000 i kapacitet efter renoveringar.
I slutet av 1800-talet byggdes Roker Park. Den första matchen kom i september 1898 mot Liverpool, som Sunderland vann. Efter en ombyggnad av arenan var kapaciteten 50 000. Kostnaderna gjorde att klubben nästan gick i konkurs. Den 8 mars 1933, i en match mot Derby County i FA-cupen, var publiksiffran 75 118, den högsta någonsin. Roker Park drabbades av en bombning 1943, där ett hörn av arenan förstördes. En person dödades. Vid 1990-talet var arenan inte längre tillräckligt stor och hade inget utrymme för möjlig expansion. I januari 1990 släpptes Taylor-rapporten efter Hillsborougholyckan som resulterade i 96 dödsfall. Rapporten rekommenderade att samtliga större arenor skulle byggas så att de enbart tillhandahöll sittplatser. Till följd av detta reducerades Roker Parks kapacitet. 1997 revs arenan och ett bostadsområde byggdes på platsen. Klubben lämnade arenan för Stadium of Light, där den första matchen var mot Ajax.

## Spelare

### Spelartrupp
| 1  | England | Anthony Patterson | 10 maj 2000       | Sunderland AFC      |
| 16 | Kamerun | Blondy Nna Noukeu | 17 september 2001 | Stoke City (-24)    |
| 21 | England | Simon Moore       | 19 maj 1990       | Coventry City (-24) |

| 2  | Wales         | Niall Huggins      | 18 december 2000  | Leeds United (-21)           |
| 3  | England       | Dennis Cirkin      | 6 april 2002      | Tottenham Hotspur (-21)      |
| 5  | Nordirland    | Daniel Ballard     | 22 september 1999 | Arsenal (-22)                |
| 6  | Frankrike     | Timothée Pembélé   | 9 september 2002  | Paris Saint-Germain (-23)    |
| 13 | England       | Luke O'Nien        | 21 november 1994  | Wycombe Wanderers (-18)      |
| 23 | Nederländerna | Jenson Seelt       | 23 maj 2003       | PSV (-23)                    |
| 25 | Australien    | Nectarios Triantis | 11 maj 2003       | Central Coast Mariners (-23) |
| 32 | Nordirland    | Trai Hume          | 18 mars 2002      | Linfield (-22)               |
| 33 | Norge         | Leo Hjelde         | 26 augusti 2003   | Leeds United (-24)           |
| 41 | England       | Zak Johnson        | 25 maj 2005       | Sunderland AFC               |
| 42 | England       | Aji Alese          | 17 januari 2001   | West Ham United (-22)        |
| 45 | England       | Joe Anderson       | 6 februari 2001   | Everton (-23)                |

| 4  | England   | Dan Neil        | 30 november 2001 | Sunderland AFC          |
| 8  | Irland    | Alan Browne     | 15 april 1995    | Preston North End (-24) |
| 10 | England   | Patrick Roberts | 5 februari 1997  | Manchester City (-22)   |
| 11 | England   | Chris Rigg      | 18 juni 2007     | Sunderland AFC          |
| 17 | Frankrike | Abdoullah Ba    | 31 juli 2003     | Le Havre (-22)          |
| 22 | Frankrike | Adil Aouchiche  | 15 juli 2002     | Lorient (-23)           |
| 27 | England   | Jay Matete      | 11 februari 2001 | Fleetwood Town (-22)    |
| 28 | Frankrike | Enzo Le Fée     | 3 februari 2000  | Roma (-25)              |
| 30 | Serbien   | Milan Aleksić   | 30 augusti 2005  | Radnički 1923 (-24)     |
| 39 | Frankrike | Pierre Ekwah    | 15 januari 2002  | West Ham United (-23)   |
| 50 | England   | Harrison Jones  | 25 december 2004 | Sunderland AFC          |
| -  | Senegal   | Habib Diarra    | 3 januari 2004   | Strasbourg (-25)        |

| 9  | Portugal  | Luís Semedo     | 11 augusti 2003 | Benfica (-23)                |
| 12 | Spanien   | Eliezer Mayenda | 8 maj 2005      | Sochaux (-23)                |
| 14 | England   | Romaine Mundle  | 24 april 2003   | Standard Liege (-24)         |
| 15 | Ukraina   | Nazariy Rusyn   | 25 oktober 1998 | Zorja Luhansk (-22)          |
| 18 | Frankrike | Wilson Isidor   | 27 augusti 2000 | Zenit Sankt Petersburg (-24) |
| 29 | Nigeria   | Ahmed Abdullahi | 19 juni 2004    | Gent (-24)                   |
| 36 | Colombia  | Ian Poveda      | 9 februari 2000 | Leeds United (-24)           |

### Utlånade spelare
| Nr | Land | Pos | Namn |
| -- | ---- | --- | ---- |

| Nr | Land | Pos | Namn |
| -- | ---- | --- | ---- |

### Flest spelade matcher
Endast tävlingsmatcher, inhopp i matcher inom parentes.
| Nr | Namn             | År        | Liga     | FA-cup | Ligacup | Övrigt | Totalt   |
| -- | ---------------- | --------- | -------- | ------ | ------- | ------ | -------- |
| 1  | Jimmy Montgomery | 1960–1977 | 537 (4)  | 41 (0) | 33 (0)  | 16 (0) | 627 (0)  |
| 2  | Len Ashurst      | 1957–1971 | 403 (6)  | 26 (0) | 23 (0)  | 0 (0)  | 452 (6)  |
| 3  | Ned Doig         | 1890–1904 | 417 (0)  | 35 (0) | 0 (0)   | 5 (0)  | 457 (0)  |
| 4  | Stan Anderson    | 1951–1963 | 402 (0)  | 34 (0) | 11 (0)  | 0 (0)  | 447 (0)  |
| 5  | Gary Bennett     | 1984–1995 | 362 (7)  | 17 (1) | 34 (1)  | 21 (0) | 434 (9)  |
| 6  | Bobby Kerr       | 1964–1979 | 355 (13) | 29 (1) | 14 (0)  | 21 (0) | 419 (21) |
| 7  | Gordon Armstrong | 1983–1996 | 331 (18) | 19 (0) | 25 (4)  | 18 (1) | 393 (23) |
| 8  | Charlie Buchan   | 1911–1925 | 379 (0)  | 32 (0) | 0 (0)   | 0 (0)  | 411 (0)  |
| 9  | Michael Gray     | 1990–2004 | 341 (22) | 17 (1) | 23 (4)  | 2 (0)  | 383 (27) |
| 10 | Charlie Hurley   | 1957–1969 | 357 (1)  | 26 (0) | 17 (0)  | 0 (0)  | 400 (1)  |

### Bästa målskyttar
Endast tävlingsmatcher, antal matcher (inklusive inhopp) inom parentes.
| Nr | Namn           | År        | Liga      | FA-cup  | Ligacup | Övrigt | Totalt    |
| -- | -------------- | --------- | --------- | ------- | ------- | ------ | --------- |
| 1  | Bobby Gurney   | 1925–1950 | 205 (348) | 23 (40) | 0 (0)   | 0 (0)  | 228 (390) |
| 2  | Charlie Buchan | 1911–1925 | 209 (379) | 13 (32) | 0 (0)   | 0 (0)  | 222 (411) |
| 3  | Dave Halliday  | 1925–1929 | 156 (166) | 9 (9)   | 0 (0)   | 0 (0)  | 165 (175) |
| 4  | George Holley  | 1904–1919 | 150 (280) | 9 (35)  | 0 (0)   | 0 (0)  | 159 (315) |
| 5  | Kevin Phillips | 1997–2003 | 113 (207) | 10 (14) | 5 (9)   | 2 (3)  | 130 (233) |

### Utländska spelare
Listkriterier:
- Listan inkluderar alla icke-brittiska spelare (som ej kommer ifrån England, Nordirland, Skottland, Wales eller Irland) som representerat klubben.
- Listan inkluderar enbart spelare som representerat klubben i ligamatcher.

| Afrika - Stéphane Sessègnon (2011–2013) - Ahmed Elmohamady (2010–2013) - Emmanuel Eboué (2016) - Lamine Koné (2016–2019) - Ahmed Elmohamady (2010–2013) - Didier Ndong (2016–2018) - Asamoah Gyan (2010–2012) - John Mensah (2009–2011) - Sulley Ali Muntari (2011) - James Lawrence (1993–1994) - Nyron Nosworthy (2005–2012) - Kazenga LuaLua (2018) - Patrick M'Boma (2002) - Talal El Karkouri (2003) - Reuben Agboola (1985–1991) - Victor Anichebe (2016–2017) - Dickson Etuhu (2007–2008) - Josh Maja (2016–2019) - El-Hadji Diouf (2008–2009) - Papy Djilobodji (2016–2018) - Kader Mangane (2013) - Alfred N'Diaye (2013–2014) - Dame N'Doye (2016) - Steven Pienaar (2016–2017) - Ted Purdon (1954–1957) - Wahbi Khazri (2016–2018) - Benjani (2010) Asien - John Moore (1984–1988) - Tal Ben Haim (2009) - Ki Sung-yueng (2013–2014) | Centralamerika - Bryan Oviedo (2017–2019) - Milton Núñez (1999–2001) Nordamerika - Carlos Edwards (2007–2009) - Justin Hoyte (2005–2006) - Stern John (2007) - Kenwyne Jones (2007–2010) - Dwight Yorke (2006–2009) - Jozy Altidore (2013–2015) - Lynden Gooch (2015–) - Claudio Reyna (2001–2003) - DeAndre Yedlin (2015–2016) | Europa - Lorik Cana (2009–2010) - Laurens De Bock (2019–2020) - Jason Denayer (2016–2017) - Adnan Januzaj (2016–2017) - Simon Mignolet (2010–2013) - Tom Peeters (2000–2001) - Nicklas Bendtner (2011–2012) - Carsten Fredgaard (1999–2001) - Thomas Sørensen (1998–2003) - Mart Poom (2002–2003 & 2003–2006) - Teemu Tainio (2008–2010) - Christian Bassila (2005–2006) - David Bellion (2001–2003) - El-Hadji Ba (2013–2015) - Patrice Carteron (2001) - Modibo Diakité (2013–2014) - Younès Kaboul (2015–2016) - Lilian Laslandes (2001–2003) - Anthony Le Tallec (2005–2006) - Steed Malbranque (2008–2011) - William Mocquet (2006–2007) - Yann M'Vila (2015–2016) - Jean-Yves M'voto (2008–2011) - Anthony Réveillère (2014–2015) - Valentin Roberge (2013–2016) - Éric Roy (1999–2000) - Louis Saha (2012–2013) - Oumare Tounkara (2009–2012) - Sotirios Kyrgiakos (2012–2013) - Charis Mavrias (2013–2016) - Guðni Helgason (1994–1995) - Fabio Borini (2013–2014 & 2015–2018) - Emanuele Giaccherini (2013–2016) - Vito Mannone (2013–2017) - Jeremain Lens (2015–2018) - Glenn Loovens (2018–2019) - Robbin Ruiter (2017–2019) - Loek Ursem (1981) - Patrick van Aanholt (2014–2017) - Boudewijn Zenden (2009–2011) - Edwin Zoetebier (1997–1998) - Thomas Myhre (2002–2005) - Tore André Flo (2002–2003) - Dariusz Kubicki (1994 & 1994–1997) - Mika (2016–2018) - Costel Pantilimon (2014–2016) - Cabral (2013–2015) - Bernt Haas (2001–2002) - Stanislav Varga (2006–2008) - Carlos Cuéllar (2012–2014) - Jordi Gómez (2014–2016) - Esteban Lopez (1999-2000) - Javier Manquillo (2016–2017) - Arnau Riera (2006–2009) - Alex Rodriguez (2009–2014) - Joel Asoro (2016–2018) - Joachim Björklund (2002–2004) - Jan Eriksson (1997–1998) - Tobias Hysén (2006–2007) - Sebastian Larsson (2011–2017) - Benjamin Mbunga-Kimpioka (2016–) - David Moberg Karlsson (2013–2014) - Rade Prica (2008–2009) - Stefan Schwarz (1999–2003) - Ola Toivonen (2015–2016) - Ondřej Čelůstka (2013–2014) - Alim Öztürk (2018–) - Jan Kirchhoff (2016–2017) - Márton Fülöp (2007–2010) - Jürgen Macho (2000–2003) | Oceanien - Tom Beadling (2015–2018) - Bailey Wright (2020–) - Jack Pelter (2007–2008) - Tommy Smith (2020–) Sydamerika - Ricardo Álvarez (2014–2015 & 2015) - Marcos Angeleri (2010–2012) - Julio Arca (2000–2006) - Nicolás Medina (2001–2004) - Ignacio Scocco (2014) - Óscar Ustari (2014) - Santiago Vergini (2014–2015 & 2015–2016) - Bica (1999) - Paredão (2000–2003) - Paulo da Silva (2009–2011) - Cristian Riveros (2010–2012) - Sebastián Coates (2014–2015 & 2015–2017) |

## Meriter

### Liga

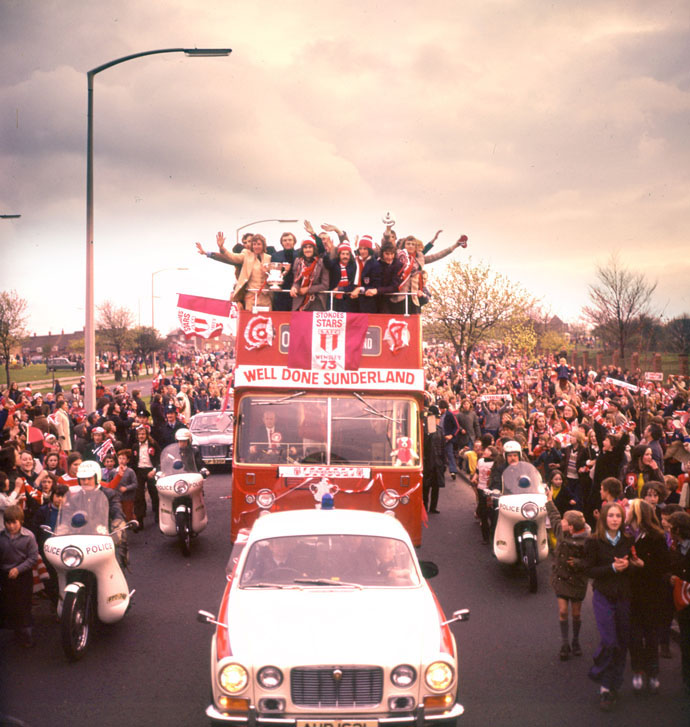
Fansens bussparad efter vinsten i FA-cupfinalen 1973.

- Premier League eller motsvarande (nivå 1): Mästare 1891/92, 1892/93, 1894/95, 1901/02, 1912/13, 1935/36
- The Championship eller motsvarande (nivå 2): Mästare 1975/76, 1995/96, 1998/99, 2004/05, 2006/07; Uppflyttade 1989/90
- League One eller motsvarande (nivå 3): Mästare 1987/88

### Cup
- FA-cupen: Mästare 1936/37, 1972/73
- Community Shield: Mästare 1936
- Sheriff of London Charity Shield: Mästare 1903

### Övrigt
- Football World Championship: Mästare 1895

## Tränare
- Tom Watson 1889–1896

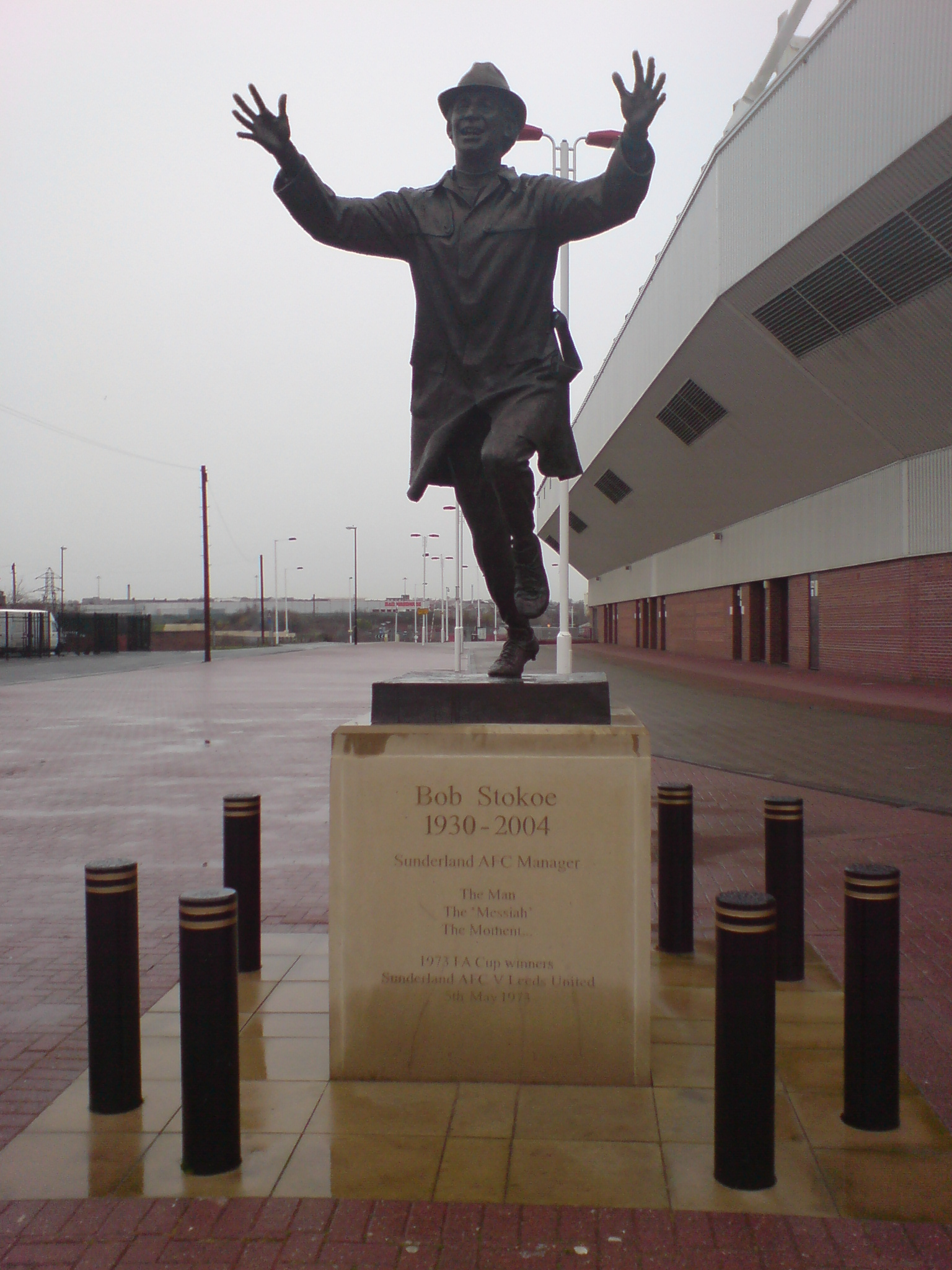
En staty av tränaren Bob Stokoe står utanför Sunderlands hemmaarena Stadium of Light.

- Robert Campbell 1896–1899
- Alex Mackie 1899–1905
- Bob Kyle 1905–1928
- Johnny Cochrane 1928–1939
- Bill Murray 1939–1957
- Alan Brown 1957–1964
- George Hardwick 1964–1965
- Ian McColl 1965–1968
- Alan Brown 1968–1972
- Billy Elliott 1972
- Bob Stokoe 1972–1976
- Ian MacFarlane 1976
- Jimmy Adamson 1976–1978
- David Merrington 1978
- Billy Elliott 1978–1979
- Mick Docherty 1981
- Alan Durban 1981–1984
- Pop Robson 1984
- Len Ashurst 1984–1985
- Lawrie McMenemy 1985–1987
- Bob Stokoe 1987
- Denis Smith 1987–1991
- Malcolm Crosby 1991–1993
- Terry Butcher 1993
- Mick Buxton 1993–1995
- Peter Reid 1995–2002
- Howard Wilkinson 2002–2005
- Mick McCarthy 2003–2006
- Kevin Ball 2006
- Niall Quinn 2006
- Roy Keane 2006–2008
- Ricky Sbragia 2008–2009
- Steve Bruce 2009–2011
- Eric Black 2011
- Martin O'Neill 2011–2013
- Paolo Di Canio 2013
- Kevin Ball 2013
- Gus Poyet 2013–2015
- Dick Advocaat 2015
- Sam Allardyce 2015–2016
- David Moyes 2016–2017
- Simon Grayson 2017
- Chris Coleman 2017–2018
- Jack Ross 2018–2019
- Phil Parkinson 2019–2020
- Lee Johnson 2020–2022
- Alex Neil 2022
- Tony Mowbray 2022–2023
- Michael Beale 2023–2024
- Régis Le Bris 2024–